# Magdalena Frąckowiak

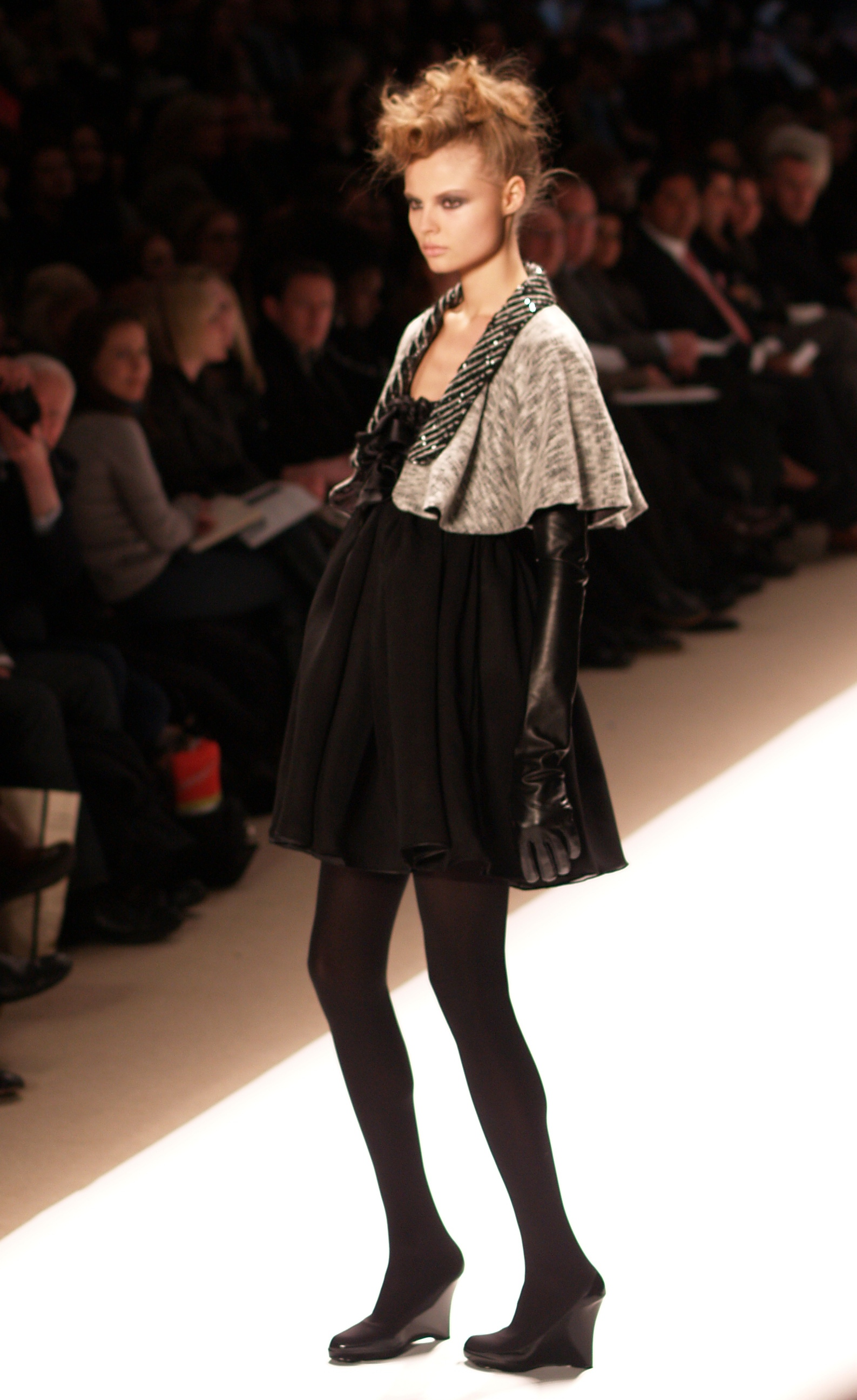
Frąckowiak na wybiegu (2007)

Magdalena Frąckowiak (ur. 8 października 1984 w Gdańsku) – polska supermodelka. W 2007 została twarzą Ralpha Laurena. Związana z agencją DNA Models w Nowym Jorku. Wyróżniła się w kampaniach reklamowych Ralpha Laurena, Alessandro Dell’Acqua i Óscara de la Renty w 2008. Była na okładce edycji włoskiej, niemieckiej, japońskiej i rosyjskiej magazynu „Vogue”. W 2018 została uhonorowana statuetką dla „Kobiety Roku 2018” za sukcesy w branży, przyznaną przez hiszpańską edycję magazynu „GQ”.

## Życiorys

### Wczesne lata
Urodziła się w Gdańsku jako córka Danuty i Kazimierza Frąckowiaków. Kiedy miała 16 lat, jej matka wysłała zdjęcia na konkurs dla modelek do warszawskiej agencji. Wygrała lokalny konkurs piękności Waterproof Model Search i została przyjęta przez Dariusza Kumosę do agencji Model Plus w Warszawie. Jej pierwszą pracą była sesja fotograficzna dla magazynu „Machina”. Wkrótce wyjechała z Polski i zamieszkała w Mississauga, w południowym Ontario.

### Kariera
Karierę modelki rozpoczęła w 2000. Po zdaniu matury przez rok pracowała we Francji, a później wyjechała do Stanów Zjednoczonych. W 2006 trafiła na okładkę włoskiej edycji „Glamour”. Rok później pracowała dla Stevena Meisela, znalazła się na okładce włoskiej edycji magazynu „Vogue” i otworzyła pokaz wiosennej kolekcji Yves Saint Laurent w Paryżu, poza tym została twarzą Ralpha Laurena, a serwis style.com uznał ją top modelką sezonu wiosna 2007. Ponadto wzięła udział w pokazach mody takich marek jak Dior, Alessandro Dell’Aqcua czy Jean-Paul Gaultier, a we wrześniu pozowała do chińskiego „Vogue’a” i „Harper’s Bazaar”.
W 2009 zajęła 26. pozycję na liście światowych modelek Top 50 opublikowanym w serwisie models.com, w 2010 znalazła się na 13. miejscu, a w 2012 na 20. miejscu tejże listy.
Uczestniczyła w kampaniach: Valentino, Christian Lacroix, Chanel, Dior, Jean-Paul Gaultier, Givenchy, Alberta Ferretti, Alessandro Dell-Acqua, Angelo Marani, Anna Rita N, Anteprima, Behnaz Sarafpour, Belstaff, Carlos Miele, Carolina Herrera, Costume National, DKNY, Doo.Ri, Emilio Pucci, Erin Fetherston, Etro, Gianfranco Ferre, Giuliana Teso, J. Mendel, Just Cavalli, La Perla, Le Silla, Luca Luca, Luella, Malo, Matthew Williamson, Missoni, Monique Lhuillier, Narciso Rodriguez, Ralph Lauren, Salvatore Ferragamo, Sue Stemp, Temperley, Tommy Hilfiger, Trussardi, Y and Kei, Zac Posen. W 2010 oraz w latach 2012–2015 występowała w pokazach mody marki Victoria’s Secret. W 2011 była twarzą marki Reserved i reklamowała Blufin (2011) oraz Jimmy Choo i IRO (2012).
W październiku 2019 ogłosiła, że zamierza na miesiąc zamieszkać w klasztorze w Nepalu, gdzie miała studiować buddyzm i medytację, a następnie usunęła swoje profile w mediach społecznościowych i wycofała się z życia publicznego.

### Życie prywatne
W latach 2009–2010 spotykała się z włoskim artystą Carlito Dalceggio. W latach 2010–2013 jej partnerem był Wojciech Pastor. Od grudnia 2016 do czerwca 2018 była związana z Aleksandrem „Alexem” Przetakiewiczem.

## Agencje
Agencja matka: Model Plus
- Stany Zjednoczone – DNA
- Francja – Elite
- Dania – 2pm
- Niemcy – Hamburg
- Niemcy – Munich Models
- Wielka Brytania – TESS
- Włochy – Elite Milan
- Japonia – Donna
- Dania – UNIQUE DENMARK
- Hiszpania – View
- Austria – Next Company